# Hürdenhaus
Als Hürdenhaus (auch injunktives Hofhaus) bezeichnet man eine typische Bauform in Babylonien. 
Dabei handelte es sich ursprünglich um eine Hürde, innerhalb derer ein Haus stand. Im Laufe der Zeit entwickelten sich diese Gebäude zu Raumgruppen, die um einen rechteckigen Innenhof gruppiert waren. Damit unterschieden sie sich am Ende ihrer Entwicklung zwar genetisch, aber nicht der äußeren Form nach vom ebenfalls verbreiteten Hofhaus, bei welchem der Innenhof jedoch zum originären Konzept des Gebäudes gehört und kein reines Überbleibsel des Ausfüllens der Freiflächen der Hürde mit Räumen ist.
Ab dem frühen zweiten Jahrtausend v. Chr. weisen die meisten Wohnhäuser dieser Bauform mindestens einen Kultraum auf.